# Premier 15s 2018-19
La Premier 15s 2018-19 fue la segunda edición del torneo profesional de rugby femenino de Inglaterra.

## Sistema de disputa
Cada equipo disputó sus encuentros frente a cada uno de los rivales en condición de local y de visitante, posteriormente los mejores cuatro equipos clasificaron a los postemporada para definir al campeón del torneo
Puntuación
Para ordenar a los equipos en la tabla de posiciones se los puntuará según los resultados obtenidos.
- 4 puntos por victoria.
- 2 puntos por empate.
- 0 puntos por derrota.
- 1 punto bonus por ganar haciendo 3 o más tries que el rival.
- 1 punto bonus por perder por siete o menos puntos de diferencia.

## Desarrollo

### Fase regular
| Pos. | Equipo                        | Encuentros | Encuentros | Encuentros | Encuentros | Tantos | Tantos | Tantos | PB | Puntos |
| Pos. | Equipo                        | PJ         | PG         | PE         | PP         | F      | C      | Dif    | PB | Puntos |
| ---- | ----------------------------- | ---------- | ---------- | ---------- | ---------- | ------ | ------ | ------ | -- | ------ |
| 1    | Saracens                      | 18         | 17         | 0          | 1          | 711    | 203    | +508   | 16 | 84     |
| 2    | Harlequins                    | 18         | 15         | 1          | 2          | 733    | 246    | +487   | 15 | 77     |
| 3    | Loughborough Lightning        | 18         | 14         | 0          | 4          | 659    | 312    | +347   | 16 | 72     |
| 4    | Wasps                         | 18         | 12         | 0          | 6          | 516    | 307    | +93    | 12 | 60     |
| 5    | Gloucester-Hartpury           | 18         | 8          | 1          | 9          | 584    | 470    | +114   | 16 | 50     |
| 6    | Bristol Bears                 | 18         | 8          | 1          | 9          | 450    | 357    | +93    | 10 | 44     |
| 7    | Richmond                      | 18         | 5          | 1          | 12         | 281    | 506    | –225   | 6  | 28     |
| 8    | Darlington Mowden Park Sharks | 18         | 4          | 0          | 14         | 186    | 707    | –521   | 2  | 18     |
| 9    | Firwood Waterloo              | 18         | 3          | 0          | 15         | 202    | 704    | –502   | 4  | 15     |
| 10   | Worcester Valkyries           | 18         | 2          | 0          | 16         | 209    | 719    | –510   | 5  | 13     |

|  | Clasificado a postemporada. |

### Semifinal
| 13 de abril de 2019 | Saracens | 31 - 13 | Wasps RFC |  |  |

| 14 de abril de 2019 | Harlequins | 26 - 10 | Loughborough Lightning |  |  |

### Final
| 27 de abril de 2019 | Saracens | 33 - 17 | Harlequins |  |  |

| Bandera de Inglaterra |
| Campeón Saracens      |
| Segundo título        |